# アメリカ連合国海軍艦艇一覧
アメリカ連合国海軍艦艇一覧は、アメリカ連合国海軍が過去保有した、未完成・計画中止を含めた歴代艦艇一覧である。
凡例

## 艦艇一覧

### 装甲艦

#### 外洋艦
- ノース・カロライナ級 - （英国で2隻建造されるも引き渡されず）

ノース・カロライナ（North Carolina）- 英・『Scorpion』として就役。
ミシシッピ（Mississippi、未成）- 英・『Wivern』として就役。
- 名称不明（Santa MariaまたはFrigate No. 61） - 英国で建造されるがデンマークに売却され『Danmark』として就役。

- ストーンウォール級 - （フランスで2隻建造されるも引き渡されず）

ストーンウォール（Stonewall）- 幕府に売却・明治政府に引き渡され『東艦』として就役。
Cheops（建造時の秘匿名称）- プロイセンに売却され『Prinz Adalbert』として就役

#### 中央砲郭艦
- マナサス（Manassas）[1]

- バージニア（Virginia）[2]

- アーカンソー級 - （1隻未成）

アーカンソー（Arkansas）、テネシー（Tennessee、未成）
- ミシシッピ（Mississippi、未成）

- ルイジアナ（Louisiana）

- アトランタ（Atlanta）[3]

- イーストポート（Eastport、未成）

- リッチモンド級

リッチモンド（Richmond）、チコーラ（Chicora）、パルメット・ステート（Palmetto State）、サバンナ（Savannah）、ノースカロライナ（North Carolina）、ローリー（Raleigh）
- アルベマール級

アルベマール（Albemarle）、ニュース（Neuse）
- ミズーリ（Missouri）

- チャールストン（Charleston）

- ハンツビル級

ハンツビル（Huntsville）、タスカルーサ（Tuscaloosa）
- ジャクソン[4]（Jackson） - （未成）

- ミレッジビル級 - （4隻未成）

Milledgeville（未成）、Wilmington（未成）、その他未成艦2級2隻未命名
- コロンビア級 - （1隻未成）

コロンビア（Columbia）、テキサス（Texas、未成）
- テネシー（二代目）（Tennessee）

- フレデリックスバーグ（Fredericksburg）

- バージニア2（Virginia II）

- ナッシュヴィル

### 非装甲艦
巡洋艦
- アラバマ（Alabama）

- アレクサンドラ（Alexandra） - （未成）

- チッカマウガ（Chickamauga）

- フロリダ（Florida）[5]

- ジョージア（Georgia）[6]

- ジョージアナ（Georgiana）

- ナッシュヴィル（Nashville）

- ラッパハノック（Rappahannock）[7]

- シェナンドー（Shenandoah）[8]

- サムター（Sumter）[9]

- タラハッシー（Tallahassee）[10]

- テキサス（Texas）[11] - （未成）

- エイジャックス級 - （2隻未成）

※ 未成：
エイジャックス（Ajax）、ハーキュリーズ（Hercules）
- アドベンチャー級

アドベンチャー（Adventure）、エンタープライズ（Enterprise）
- ルイジアナ級

ルイジアナ（Louisiana）、ミシシッピ（Mississippi）、テキサス（Texas）、ジョージア（Georgia）
帆船
- クラレンス（Clarence）[16]

- タコニー（Tacony）

- タスカルーサ（Tuscaloosa）[17]

砲艦
- チャタフーチ級 - （1隻未成）

チャタフーチ（Chattahoochee）
- メイコン級

メイコン（Macon）、ピーディー（Peedee）
- Hampton級

ハンプトン（Hampton）、ナンズモンド（Nansemond）
- 『Maury Gunboat 』- （5隻未成）

※ 未成：
ノーフォーク（Norfolk）、ポーツマス（Portsmouth）、エスカンビア（Escambia）、エリザベス（Elizabeth）、ヤドキン（Yadkin）
- ディキシー級 - （4隻未成）

※ 未成：
ディキシー（Dixie）
- ゲインズ級

ゲインズ（Gaines）、モーガン（Morgan）
- カロンデレット級

ビエンヴィル（Bienville）、カロンデレット（Carondelet）
水雷艇
- トーチ（Torch）

- デイヴィッド（David）

- ヴァイパー（Viper） - （未成）

- Hornet級

ホーネット（Hornet）、スコーピオン（Scorpion）、スクイブ（Squib）、ワスプ（Wasp）
- ミッジ（Midge）

- 『No.1』級

No.1、2、3、4、5、7、8
- 『No.6』

潜水艇
- パイオニア（Pioneer）

- パイオニアII（Pioneer-II ）

- セントパトリック（St. Patrick）

- H・L・ハンリー（H. L. Hunley）

### 海防戦隊

#### ルイジアナ地区
ミシシッピ河防護艦隊
- カーネル・ラヴェル（Colonel Lovell）[19]

- ディフェンス（Defence）

- ジェネラル・ボールガード（General Beauregard）[20]

- ジェネラル・ブラッグ（General Bragg）[21]

- ジェネラル・ブレッキンリッジ（General Breckinridge）

- ジェネラル・アール・ヴァン・ドーン（General Earl Van Dorn）

- ジェネラル・ラヴェル（General Lovell）

- ジェネラル・M・ジェフ・トンプソン（General M. Jeff Thompson）

- ジェネラル・スターリング・プライス（General Sterling Price）[22]

- ジェネラル・サムター（General Sumter）[23]

- リトル・リベル（Little Rebel）[24]

- レゾリュート（Resolute）

- ストーンウォール・ジャクソン（Stonewall Jackson）

- ウォリアー（Warrior）

砲艦
- A・B・シーガー（A. B. Seger）

- アングロ・ノーマン（Anglo-Norman）

- アングロ・サクソン（Anglo-Saxon）

- アロー（Arrow）

- バラタリア（Barataria）

- カルフーン（Calhoun）

- ダイアナ（Diana）[25]

- ドリー・ウェッブ（Dollie Webb）

- ジェネラル・クイットマン（General Quitman）[26]

- ガバナー・ムーア（Governor Moore）[27]

- アイビー（Ivy）[28]

- J・A・コットン（J. A. Cotton）

- ジェームズ・L・デイ（James L. Day）

- マクレエ（McRae）[29]

- モバイル（Mobile）

- メンフィス級

メンフィス（Memphis）、ニューオーリンズ（New Orleans）
- オレゴン（Oregon）

- パミルコ（Pamlico）

- タスカローラ（Tuscarora）

- ウェッブ（Webb）[30]

運送艦
- セント・フィリップ（St. Philip）[31]

- ダービー（Darby）

- ゴッサマー（Gossamer）

- ハート（Hart）

母艦
- ●●（Landis）

- ●●（W. Burton）

連絡船・偵察船
- ●●（General Quitman）

曳船
- ●●（Balle Algerine）[32]

- ●●（Boston）

- ●●（Empire Parish） ※ 兼・連絡船

- ●●（Mosher）

- ●●（Music）

- ●●（Phoenix）

- ●●（Star）

ランチ・艀
- ●●（Dan）

その他蒸気船
- ●●（Orizaba） ※ 封鎖突破船

- ●●（Tennessee）[33] ※ 封鎖突破船

- ●●（Texas）

スクーナー
- ●●（Corypheus）

- ●●（Morgan）

- ●●（Pickens）

- ●●（Willliam B. King）

ブリッグ
- ●●（Washington）

#### テキサス地区
砲艦
- ●●（Bayou City）

- ●●（Clifon）

- ●●（Corpus Christi）

- ●●（Diana）

- ●●（General Bee）

- ●●（Harriet Lane）

- ●●（Josiah H. Bell）

- ●●（Mary Hill）

- ●●（Sachem）

- ●●（Uncle Ben）

運送艦
- ●●（A. S. Ruthven）

- ●●（Colonel Stelle）

- ●●（Dime）

- ●●（Era No.3） ※ 兼・河用警備艇

- ●●（Florilda）

- ●●（Grand Bay）

- ●●（Island City）

- ●●（Jeff Davis）

- ●●（John F. Carr）

- ●●（Lone Star）

- ●●（Lucy Gwin）

- ●●（Roebuck）

- ●●（Sun Flower）

曳船
- ●●（Neptune）

スクーナー
- ●●（Anna Dale）

- ●●（Breaker）

- ●●（Dodge）[34]

- ●●（Elma）[35]

- ●●（Fanny Morgan）

- ●●（George Buckhart）

- ●●（Julia A. Hodges）

- ●●（Lecompt）

- ●●（Royal Yacht）

- ●●（Velocity）

#### 湾岸地区
砲艦
- ●●（Baltic）

- ●●（Danube）

- ●●（Gunnison）[36]

- ●●（Phoenix）

- ●●（Selma）[37]

給炭艦
- ●●（Iron King）

運送艦
- ●●（Bradford）[38]

- ●●（General Sumter）

- ●●（Governor Milton）

- ●●（Helen）

- ●●（Henry J. King）

- ●●（James Battle）

- ●●（Marianna）

- ●●（Neafie）

- ●●（Turel）

- ●●（William H. Young）

母艦
- ●●（Swan）

連絡船・偵察船
- ●●（Dalman）

曳船
- ●●（Crescent）

その他蒸気船
- ●●（Dick Keys） ※ 封鎖突破船

- ●●（Gray Cloud）

- ●●（Great Republic） ※ Cottonclad Steamer

- ●●（J. H. Jarvis）

- ●●（Nelms）

- ●●（Spray）

- ●●（Time）

スクーナー
- ●●（Aid）

- ●●（Lewis Cass）

スループ
- ●●（Helen）

- ●●（Isabella）

その他帆船
- ●●（Alert） ※ Lighthouse Tender

#### 大西洋岸地区
砲艦
- ●●（Arctic）

- ●●（Ellis）[39]

- ●●（Fanny）

- ●●（Fisher）

- ●●（Georgia）

- ●●（Halifax）

- ●●（Isondiga）

- ●●（Raleigh）

- ●●（Sampson）

- ●●（Savannah）[40]

- ●●（Sea Bird）

- ●●（Stono）[41]

- ●●（Uncle Ben）

- ●●（Winslow）

- ●●（Yadkin）

水雷艇
- ●●（Equator）

運送艦
- ●●（Albemarle）

- ●●（Amazon）

- ●●（Beauregard）

- ●●（Berosa）

- ●●（Bombshell）

- ●●（Chesterfield）

- ●●（Colonel Hill）

- ●●（Darlington）

- ●●（Egypt Mills）

- ●●（Etiwan）

- ●●（General Lee）

- ●●（Governor Morehead）

- ●●（Huntress）

- ●●（Ida）

- ●●（leesburg）

- ●●（Marion）

- ●●（Queen Mab）

- ●●（Rebel）

- ●●（Resolute）

- ●●（Robert Habersham）

- ●●（Sumter）

- ●●（Talomico）

- ●●（Wilson）

母艦
- ●●（Aid）

- ●●（Caswell）

- ●●（Catawba）

- ●●（General Clinch）

- ●●（Indian Chief）

連絡船・偵察船
- ●●（Clarendon）

- ●●（Currituck）

- ●●（M. E. Dowing）

- ●●（Planter）

- ●●（Post Boy）

曳船
- ●●（Appomattox）

- ●●（Curlew）

- ●●（Forrest）

- ●●（Kahukee）

- ●●（Transport）

- ●●（Treaty）

その他蒸気船
- ●●（Cotton Plant）

- ●●（Dolly）

- ●●（Helen）

- ●●（Jeff Davis）

- ●●（Junaluska）

- ●●（Lady Davis）

- ●●（Moultrie）

- ●●（Skirwan）

- ●●（Water Witch）

- ●●（Weldon N. Edwards）

スクーナー
- ●●（Black Warrior）

- ●●（Gallatin）

- ●●（Hawley）

- ●●（Isabella Ellis）

- ●●（J. J. Crittenden）

- ●●（Jeff Davis）

- ●●（Kate L. Bruce）[42]

- ●●（M. C. Etheridge）

- ●●（Manassas）

- ●●（Petrel）

- ●●（Renshaw）

ヨット
- ●●（Firefly）

- ●●（Memphis）

#### ヴァージニア地区
砲艦
- ●●（Drewry）

- ●●（Jamestown）

- ●●（Patrick Henry）[43]

- ●●（Satellite）

- ●●（Teaser）

- ●●（Torpedo）

運送艦
- ●●（Allison）

- ●●（General Scott）

- ●●（George Page）

- ●●（Logan）

- ●●（Northampton）

- ●●（Rondout）

曳船
- ●●（Harmony）

- ●●（John B. White）

- ●●（Powhatan）

- ●●（Seaboard）

その他蒸気船
- ●●（Beaufort）

- ●●（Curtis Peck） ※ Patrol and Flag-of-truce Boat

- ●●（Rappahannock）

- ●●（Reliance）

- ●●（Roanoke）

- ●●（Schultz） ※ Flag-of-truce Boat

- ●●（Shrapnel） ※ Picket Boat

- ●●（Towns）

- ●●（Young Amelica）

フリゲート
- ●●（Confederate States）

スループ
- ●●（Alena）

- ●●（Germantown）

- ●●（Plymouth）

スクーナー
- ●●（Beauregard）

- ●●（Duane）

- ●●（Gallego）

#### ミシシッピ河地区
砲艦
- ●●（General Polk）[44]

- ●●（Grand Duke）

- ●●（J. A. Cotton）[45]

- ●●（Jackson）[46]

- ●●（James Johnson）

- ●●（James Woods）

- ●●（Jeff Davis）

- ●●（Livingston）

- ●●（Maurepas）[47]

- ●●（Merite）

- ●●（Pontchartrain）[48]

- ●●（Queen of the West）

- ●●（Slidell）

- ●●（St. Mary）[49]

- ●●（Tom Sugg）

運送艦
- ●●（A. W. Baker）

- ●●（Acacia）

- ●●（Alamo）

- ●●（Alfred Robb）

- ●●（Argosy）

- ●●（Argus） ※ Army Transport

- ●●（Beauregard）

- ●●（Ben MuCulloch）

- ●●（Berwick Bay）

- ●●（Bracelet）

- ●●（Charm）

- ●●（Cotton Plant）

- ●●（Dew Drop）

- ●●（Doubloon）

- ●●（Dunbar）

- ●●（Elmira）

- ●●（Emma Bett）

- ●●（Era No.5）

- ●●（Fairplay）

- ●●（Ferd Kennett）

- ●●（Grampus）

- ●●（H. R. W. Hill）

- ●●（Hartford City）

- ●●（Hope）

- ●●（J. D. Clarke）

- ●●（J. D. Swain）

- ●●（John Walsh）

- ●●（Kaskaskia）

- ●●（Kentucky）

- ●●（Lady Walton）

- ●●（Le Grand）

- ●●（Linn Boyd）

- ●●（Louis d'Or）

- ●●（Louisville）

- ●●（Magenta）

- ●●（Magnolia）

- ●●（Mars）

- ●●（Mary E. Keene）

- ●●（Mary Patterson）

- ●●（May）

- ●●（Moro）

- ●●（Muscle）

- ●●（New National）

- ●●（Nina Simmes）

- ●●（Osceola）

- ●●（Pargoud）

- ●●（Paul Jones）

- ●●（Prince）

- ●●（Prince of Wales）

- ●●（R. J. Lackland）

- ●●（Republic）

- ●●（Robert Fulton）

- ●●（St. Francis No.3）

- ●●（Sallie Wood）

- ●●（Sam Kirkman）

- ●●（Samuel Hill）

- ●●（Scotland）

- ●●（Sharp）

- ●●（Sovereign）

- ●●（Starlight）

- ●●（T. D. Hine）

- ●●（Trent）

- ●●（Twilight）

- ●●（Victoria）

- ●●（Volunteer）

- ●●（W. W. Crawford）

- ●●（White Cloud）

- ●●（Yazoo）

母艦
- ●●（Grand Era）

- ●●（John Simonds） ※ Army Support Ship

- ●●（Peytona）

連絡船・偵察船
- ●●（Mohawk）

- ●●（Ohio Belle）

曳船
- ●●（Gordn Grant）

その他蒸気船
- ●●（Admiral） ※ Picket Boat

- ●●（Appleton Belle）

- ●●（Argo）

- ●●（B. M. Moore）

- ●●（Blue Wing）

- ●●（Cheney） ※ Cottonclad

- ●●（Clara Dolsen）

- ●●（Countess）

- ●●（De Soto）

- ●●（Dr. Batey）

- ●●（Edward J. Gay）

- ●●（Frolic）

- ●●（H. D. Mears）

- ●●（Julius）

- ●●（Kanawha Valley） ※ Hospital Boat

- ●●（Natchez） ※ Cottonclad

- ●●（Nelson）

- ●●（Red Rover） ※ Accommodation Ship

- ●●（Samuel Orr） ※ Hospital Boat

- ●●（35th Parallel） ※ Cottonclad

- ●●（Vicksburg）

- ●●（Wade Water Belle）

### 私掠船
装甲艦
- ●●（Monticello）

蒸気船（外輪）
- ●●（J. C. Calhoun）

- ●●（Mariner）

- ●●（Texas）

蒸気船（内輪）
- ●●（Bonita）

- ●●（Boston）

- ●●（Charlotte Clark）

- ●●（Dove）

- ●●（General N. S. Reneau）

- ●●（Gordon）

- ●●（Governor A. Mouton）

- ●●（Isabella）

- ●●（Joseph Landis）

- ●●（Mocking Bird）

- ●●（Pelican）

- ●●（Phenix）

スクーナー
- ●●（Beauregard）

- ●●（Chesapeake）

- ●●（Dixie）

- ●●（F. S. Bartow）

- ●●（Gibraltar）

- ●●（J. M. Chapman）

- ●●（J. O. Nixon）

- ●●（Josephine）

- ●●（Lamar）

- ●●（Lorton）

- ●●（Onward）

- ●●（Paul Jones）

- ●●（Rescue）

- ●●（Sallie）

- ●●（Savannah）

- ●●（Stephen R. Mallory）

- ●●（Stonewall Jackson）

- ●●（York）

ブリッグ
- ●●（Hallie Jackson）

- ●●（jefferson Davis）

- ●●（Sealine）

バーク
- ●●（Matilda）

曳船
- ●●（A. C. Gunnison）

### 封鎖突破船
- Colonel Lamb級 - 2隻 ※ Steel Hull

●●（Colonel Lamb）、●●（Hope）
- Bat級 - 4隻 ※ Schooner Rig

●●（Bat）、●●（Deer）、●●（Owl）、●●（Stag）
- Lark級 - 2隻 ※ Steel Hull

●●（Lark）、●●（Wren）
- Condor級 - 4隻 ※ Long Low Iron Hull

●●（Condor）、●●（Falcon）、●●（Flamingo）、●●（Ptarmigan）
- Curlew級 - 4隻 ※ Steel Hull

●●（Curlew）、●●（Plover）、●●（Snipe）、●●（Widgeon）
- Albatross級 - 2隻 ※ Steel Hull

●●（Albatross）、●●（Penguin）
- Rosine級 - 2隻 ※ Steel Hull

●●（Rosine）、●●（Ruby）
- Louisa Ann Fanny級 - 2隻

●●（Louisa Ann Fanny）、●●（Mary Augusta）
- ●●（Advance）[50] - 1隻

- ●●（Arizona） - 1隻

- ●●（Atlantic） - 1隻 ※ Wood Hull

- ●●（Austin） - 1隻

- Bahama級 - 2隻 ※ Iron Hull

●●（Bahama）、●●（Bermuda）
- ●●（Beauregard）[51] - 1隻 ※ Brig

- ●●（Camilla）[52] - 1隻

- Ceres級 - 5隻 ※ Twin-screw Fast Ship

●●（Ceres）、●●（Dee）、●●（Flora）、●●（Hebe）、●●（Vesta）
- ●●（City of Richmond）[53] - 1隻 ※ Iron Hull

- Coquette級 - 2隻 ※ Iron Hull

●●（Coquette）、●●（Matilda）
- ●●（Cornubia） - 1隻 ※ Cornwall Packet Steamer

- ●●（Eugenie） - 1隻 ※ Iron Hull

- ●●（Grantie City）[54] - 1隻

- ●●（Greyhound） - 1隻 ※ Iron Hull

- ●●（Hansa） - 1隻

- ●●（Harriet Pinckney） - 1隻 ※ Brig Rig

- ●●（Juno） - 1隻

- ●●（Juno） - 1隻 ※ Iron Hull

- ●●（Lynx） - 1隻 ※ Steel Hull

- ●●（Magnolia） - 1隻

- ●●（Matagorda）[55] - 1隻 ※ Iron Hull

- ●●（Merrimac）[56] - 1隻

- ●●（Nita）[57] - 1隻

- ●●（Phantom） - 1隻 ※ Steel Hull

- ●●（Robert E. Lee）[58] - 1隻

- ●●（Theodora）[59] - 1隻

- ●●（Virgin） - 1隻 ※ Iron Hull

- ●●（Victoria） - 1隻

- ●●（William G. Hewes） - 1隻 ※ Iron Hull

### 各種母艦
- ●●（Agrippina） - 1隻 ※ Bark

- ●●（Alar） - 1隻 ※ Steamer

- ●●（Castor） - 1隻 ※ Bark

- ●●（Lapwing） - 1隻 ※ Bark

- ●●（Laurel） - 1隻